# Tanaecia ambalika
Tanaecia ambalika är en fjärilsart som beskrevs av Moore 1857. Tanaecia ambalika ingår i släktet Tanaecia och familjen praktfjärilar. Inga underarter finns listade i Catalogue of Life.